# Headlines (Friendship Never Ends)
Headlines (Friendship Never Ends) – pierwszy singiel grupy muzycznej Spice Girls po reaktywacji zespołu w 2007 roku. Wydany został na albumie Greatest Hits.

## Teledysk
Muzyczne wideo rozpoczyna się powolnym wejściem po otwarciu mosiężnych drzwi Spice Girls. Każda z nich, ubrana w eleganckie stroje zajmuje swoje miejsca:
- Emma Bunton – przy stole
- Geri Halliwell – przy drzwiach
- Melanie Chisholm – kanapa przy oknie
- Victoria Beckham – na krześle
- Melanie Brown – na łóżku (śpiewa najmniej solowo).

Podczas śpiewu Spicetki co chwila zamieniają się miejscami i mają inny strój. W paru momentach wszystkie ukazane są na czarnym tle, śpiewając. Śpiew rozpoczyna Emma, następnie włącza się Geri. Po refrenie solo śpiewają kolejno Mel C i Victoria, a Mel B śpiewa w tle, z wyjątkiem końca: „... and I'm giving it all... and I'm giving it all to you”.